# Thomas Parker (1er comte de Macclesfield)
Pour les articles homonymes, voir Thomas Parker et Parker.
Thomas Parker (23 juillet 1666 - 28 avril 1732) est un homme politique whig anglais qui siège à la Chambre des communes de 1705 à 1710. Il est lord en chef de la justice de 1710 à 1718 et est brièvement l'un des régents avant l'arrivée du roi George Ier en Grande-Bretagne. Sa carrière prend fin lorsqu'il est reconnu coupable de corruption à grande échelle et il passe les dernières années de sa vie en détention. Il a pour titre de 1er comte de Macclesfield.

## Jeunesse
Il est né à Staffordshire, fils de Thomas Parker, avocat à Leek et de sa femme Anne Venables, fille de Robert Venables de Nuneham, dans le Cheshire. Il fait ses études à la Adams 'Grammar School de Newport, dans le Shropshire, à la Derby School en 1680, et à l'école du révérend Samuel Ogden à Derby. Il est admis à Inner Temple en 1684 et au Trinity College de Cambridge en 1685 . Le 23 avril 1691, il épouse Janet Carrier, dont la sœur est mariée à William Anson, père du premier baron Anson. Il est appelé à la barre en 1694 . 

## Carrière politique
Il est élu député Whig pour Derby aux élections générales de 1705 en Angleterre. Il est nommé conseiller du roi, et est fait chevalier le 9 juillet 1705. Il est réélu sans opposition pour Derby aux élections générales de 1708 au Royaume-Uni. Comme d'autres whigs, il vote en 1709 pour la naturalisation générale des protestants étrangers. Étant l'un des principaux avocats whig à la Chambre des communes, il est profondément impliqué dans les démarches visant à destituer le Dr Sacheverell. Le 14 décembre 1709, il est nommé membre du comité chargé de rédiger les statuts de destitution. Le comité se voit ensuite confier la gestion du procès. En 1710, il refuse le poste de Lord grand chancelier, mais est nommé conseiller privé. Le poste de lord juge en chef est vacant en 1710 et l’administration veut un remplaçant rapide. Parker est nommé le 11 mars 1710 et quitte son siège à la Chambre des communes . 

## Lord Chief Justice

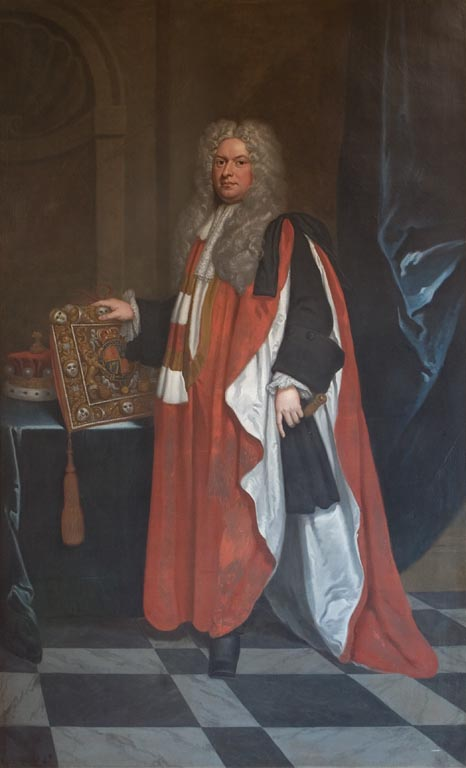
Le comte de Macclesfield, par Sir Godfrey Kneller.

De 1710 à 1718, Parker est impliqué dans la poursuite d'Henry Sacheverell. Il attaque avec véhémence Sacheverell et le haut clergé de l'église. Il défend les propagandistes Whig et les publicistes conservateurs, y compris Defoe et Swift, au moindre soupçon de favoriser le prétendant. Il parle contre la paix au Conseil privé en avril 1713. En juin 1714, il est informé de l'activité de recrutement d'agents jacobites qui se traduit par un prix payé pour la tête du prétendant . Le 1er août 1714, la reine Anne meurt et son successeur, le roi George Ier, est à Hanovre. Le baron Parker est désigné comme l'un des régents de la Grande-Bretagne, de l'Irlande et des États d'outre-mer jusqu'à l'arrivée du nouveau monarque en Grande-Bretagne. Le roi George Ier apprécie son soutien pour la succession hanovrienne. En 1714, il le nomme de nouveau juge en chef et le nomme baron Parker de Macclesfield en 1716. En 1718, le roi ne pouvant parler anglais, Parker donne le discours du Trône à la Chambre des lords. 
En 1718, Parker devient Lord Chancelier et reçoit une pension à vie. En 1721, il est promu au titre de comte de Macclesfield avec le titre subsidiaire supplémentaire de vicomte Parker. 

## Mise en accusation
En 1724, Parker est impliqué dans des irrégularités financières, mais il ne démissionne de ses fonctions de lord grand chancelier qu'en 1725. En 1725, il est mis en accusation et jugé à la Chambre des lords. Il est unanimement reconnu coupable de corruption pour avoir encaissé plus de 100 000 £ de pots-de-vin (l'équivalent de plus de 11 000 000 £ aujourd'hui). Il est condamné à une amende de 30 000 £ et est placé dans la tour de Londres jusqu'à réception du paiement. Il est également rayé du tableau du Conseil privé. C'est un homme fabuleusement riche, peut-être à cause de sa corruption, mais cet argent ayant été confisqué, il ne dispose d'aucune ressource pour payer son amende. Il passe le reste de sa vie à Shirburn Castle. Il meurt à Soho Square à Londres le 28 avril 1732 et est enterré à Shirburn. 
Parker est membre de la Royal Society en 1713. Il est également un ami de Bernard de Mandeville, dont la satirique Fable des abeilles est devenue très controversée dans les années 1720. Il fait construire un lycée à Leek, sa ville natale. Il est cependant porteur lors des funérailles de sir Isaac Newton en 1727. 